# Jvalynsk
Jvalinsk (del ruso: Хвалынск) es una ciudad del óblast de Sarátov, en Rusia, centro administrativo del raión homónimo. Es una ciudad portuaria a orillas del Volga, a 175 km (254 km por carretera), al este de Sarátov. Su población, en 2009, alcanzaba los 13.414 habitantes.

## Historia

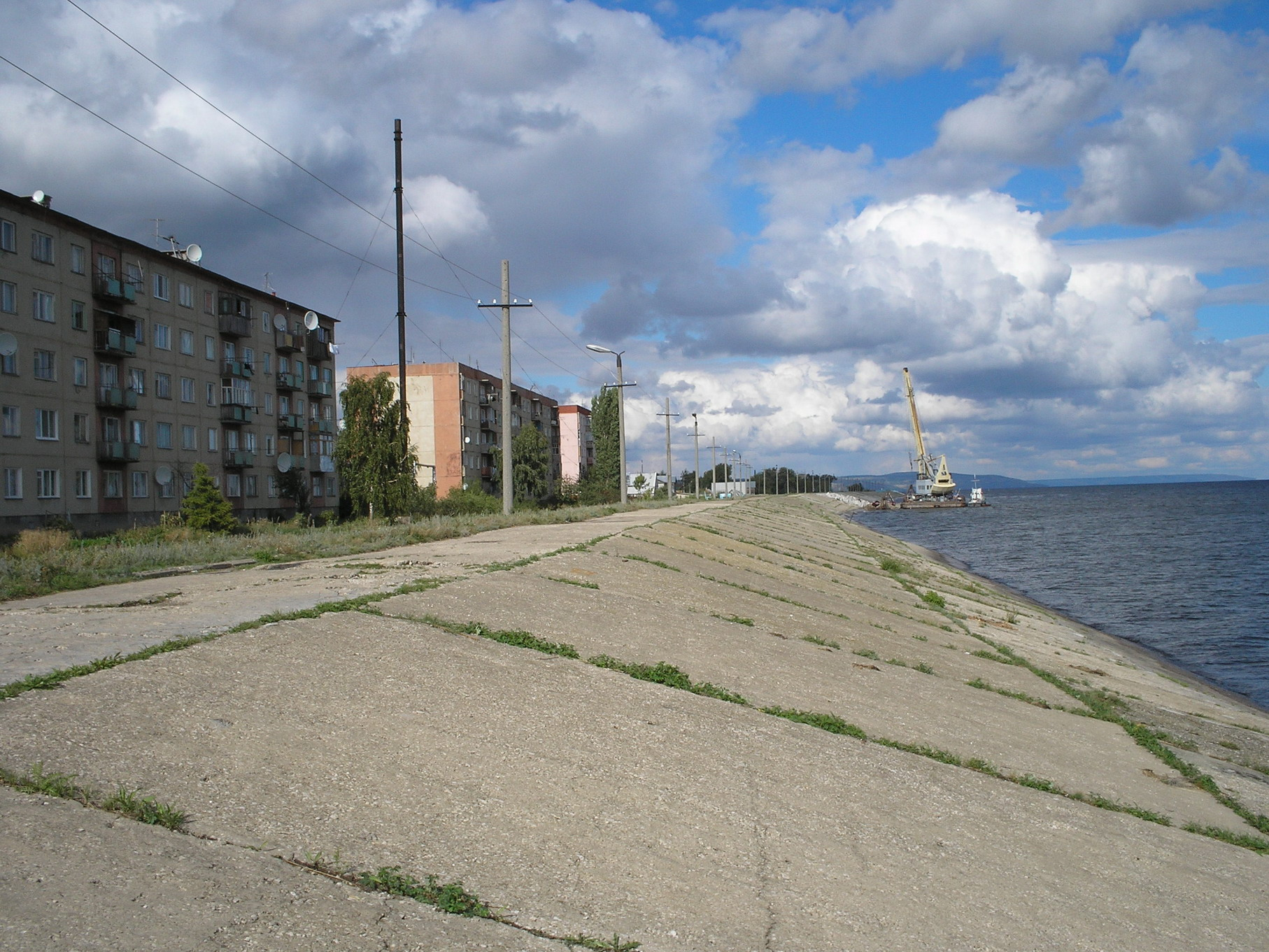
Muelle del Volga en Jvalynsk

Jvalinsk fue fundada en 1556 como un puesto de vanguardia ruso sobre la isla Sosnovi en el Volga. En 1606, fue trasladada completamente al emplazamiento actual, tomando el nombre de Sosnovi Óstrov (Сосновый Остров, "Isla de los Pinos"). En 1780, le fue concedido el estatus de ciudad, como centro de un uyezd de la Gobernación de Sarátov y rebautizada con el nombre actual, Jvalinsk.
Su nombre, como el antiguo nombre del mar Caspio —mar de Jvalin— deriva del nombre de los habitantes de Corasmia (o Jwarizm). La cultura de Jvalinsk fue bautizada con el nombre de la localidad.
En los siglos XVIII y XIX, Jvalinsk era conocida como un mercado agrícola. La ciudad estaba habitada por Viejos creyentes. Algunos investigadores consideran que Jvalinsk inspiró a Nikolái Gógol para su obra El inspector.

## Demografía
| 1959   | 1970   | 1979   | 1989   | 1996   | 2002   | 2007   |
| ------ | ------ | ------ | ------ | ------ | ------ | ------ |
| 17 000 | 16 200 | 15 600 | 14 900 | 15 000 | 13 752 | 13 800 |

## Cultura y lugares de interés

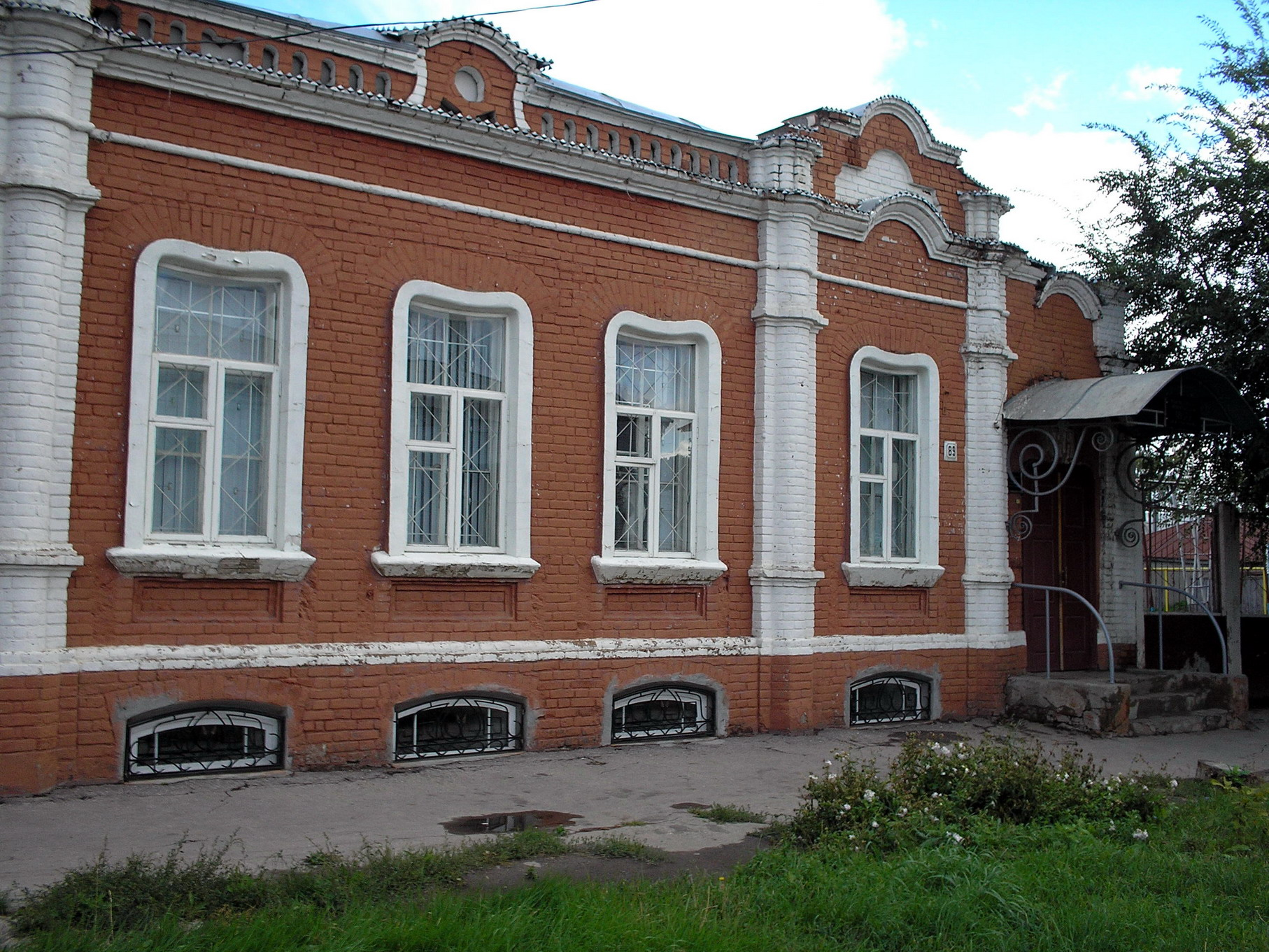
Galería de arte de Jvalinsk, en la calle Lenin

En Jvalinsk sobreviven una serie de edificios del siglo XIX, como la iglesia Krestovozdvizhenskaya (Крестовоздвиженская церковь) o las dachas de los comerciantes Kashcheyev, Chertkov, Soldatkin y Mijaílov-Kusmin.
La localidad posee un museo local y una galería de arte.

## Economía y transporte
En Jialinsk hay empresas dedicadas a la industria alimentaria y maderera, así como una filial de la fábrica de maquinaria hidráulica de Saratov Elektrofeeder.
La estación de ferrocarril más cercana es Kutlatka, a unos 25 km al oeste de la ciudad en la línea Syzran-Sarátov.

## Personalidades
- Serguéi Narovchatov (1919-1981), escritor.
- Kuzmá Petrov-Vodkin (1878-1939), pintor. Se creó un museo en 1995 en su honor.
- Vasili Serov (1878-1918), revolucionario.